# Voltinia umbra
Voltinia umbra is een vlindersoort uit de familie van de prachtvlinders (Riodinidae), onderfamilie Riodininae.
Voltinia umbra werd in 1870 beschreven door Boisduval.